# Alopecosa yamalensis
Alopecosa yamalensis este o specie de păianjeni din genul Alopecosa, familia Lycosidae, descrisă de Esyunin, 1996. Conform Catalogue of Life specia Alopecosa yamalensis nu are subspecii cunoscute.